# L'Épervier du Nil
Pour plus de détails, voir Fiche technique et Distribution.
L'Épervier du Nil (Lo sparviero del Nilo) est un film italien réalisé par Giacomo Gentilomo, sorti en 1950.

## Fiche technique
- Titre original : Lo sparviero del Nilo
- Réalisation : Giacomo Gentilomo
- Scénario : Giacomo Gentilomo, d'après un sujet de Vittorio Nino Novarese
- Photographie : Tino Santoni
- Musique : Alessandro Cicognini
- Montage : Otello Colangeli
- Décors : Alfredo Montori
- Costumes : Michele Contessa
- Pays d'origine : Italie
- Format
- Genre : Film d'aventure, Film épique, Film dramatique
- Durée : 84 min
- Date de sortie :1950

## Distribution
- Silvana Pampanini (VF : Sylvie Deniau) : Leila
- Vittorio Gassman (VF : Marc Valbel) : Yussuf
- Enzo Fiermonte (VF : Michel Gudin) : le Scheik Rachid
- Folco Lulli (VF : Émile Duard) : Ibrahim
- Enzo Biliotti  (VF : Raymond Rognoni) : le banquier Micropoulos
- Saro Urzì (VF : Pierre Michau) : Rachid
- Virginia Balistrieri (VF : Cécile Didier) : Selma, la mère de Rachid
- Oreste Fares : le vieux Mohamed
- Jone Morino  (VF : Lita Recio) : Georgette la gouvernante de Leila
- Elvy Lissiak : Selika la servante
- Pina Alpern : la danseuse
- Samia Gamal : une servante
- Henry Valbel : le commandant du bateau(voix]